# Oligonychus longus
Oligonychus longus är en spindeldjursart som beskrevs av Chaudhri, Akbar och Rasool 1974. Oligonychus longus ingår i släktet Oligonychus och familjen Tetranychidae. Inga underarter finns listade i Catalogue of Life.